# Broken Rage
『Broken Rage』（ブロークン レイジ）は、2024年製作の日本映画。北野武が監督・脚本・主演を務める。第81回ベネチア国際映画祭アウト・オブ・コンペティション部門正式出品作品。
Amazon Prime Videoで2025年2月14日に世界配信開始。

## 概要
殺し屋の男"ねずみ"は謎の男『M』からの依頼で闇金経営者・大黒、暴力団組長・茂木をはじめ、数々の暗殺を重ねていた。しかし、依頼を受ける喫茶店を警察に押さえられ、刑事・井上、福田らから取調べを受ける。
”ねずみ”は暴力を交えた苛烈な取り調べを受けるが、頑なに背後関係を吐かない。そこで、井上、福田らから過去の罪を全て揉み消し、新しい身分、住居と死ぬまで困らない報酬を保障する代わりに覆面捜査官となって麻薬組織への潜入を持ちかけられる。
刑事らの手引きにより、対象の麻薬組織のボス・金城の前で強力な腕っぷしを披露し、組織に引き入れられて即座にボディーガードに抜擢される。更には金城を狙った暗殺者を拳銃を抜く暇も与えず射殺し信頼を得る。
しかし、肝心の薬物取引の現場を押さえる機会がなかなか訪れず、焦れた刑事らによって、混ぜ物入りの麻薬が縄張り内で発見されたという偽情報を”ねずみ”から金城に報告し、内部不和を招く。組織内で薬物をパッケージ化する田村へ疑いの目が向けられ、金城による直接かつ大規模な取引が行われるように仕向けることに成功したのだった。
そして当日、遂に刑事らは多数の警官と共に取引現場に押し入り、その中で”ねずみ”は手筈通り、刑事により射殺されたように見せかけ、自由を手にするのであった。
……という内容を、前半はバイオレンスドラマ、後半では前半のドラマを基にしたセルフパロディのストーリーコントとなり、最後に前半では語られなかったネタバラシがある。

## キャスト
- ねずみ（高橋）：ビートたけし
- 井上刑事：浅野忠信
- 福田刑事：大森南朋
- 喫茶店のマスター吉田：仁科貴
- ヤクの製造所所長田村：宇野祥平
- ヤクの売人：國本鍾建
- ホステス：馬場園梓
- ヤクザ組織とうしん会会長・茂木：長谷川雅紀（錦鯉）
- 闇金経営者（若い衆）大黒：矢野聖人
- ジムトレーナー：佳久創
- プロフィールを読み上げる警察官：前田志良（ビコーン!）
- バーの覆面捜査官：秋山準
- 検眼医：鈴木もぐら（空気階段）
- 司会：劇団ひとり
- 組織の若頭富田：白竜
- 組織のボス金城：中村獅童
- 駐車場のヒットマン：アマレス兄弟

## スタッフ
- 監督・脚本：北野武
- 音楽：清塚信也
- 製作：Amazon MGMスタジオ